# Thérèse Marthe Françoise Cotard-Dupré
Pour les articles homonymes, voir Dupré.
Thérèse Marthe Françoise Cotard-Dupré née à Paris le 19 mars 1877 et morte à Orly le 13 avril 1920 est une artiste peintre française, rattachée au courant du naturalisme. 

## Biographie
Thérèse Dupré est née à Paris d'une famille d'artistes peintres. Elle est la fille des peintres Julien Dupré et Marie Laugée, fille du peintre Désiré François Laugée. Elle apprend à peindre de son père. 
Elle est surtout connue pour ses peintures de genre représentant le travail des femmes à la campagne dans le style naturaliste de son père et de son oncle Georges Laugée. Elle réalise de nombreux tableaux sur commande : paysages et scènes de genre du monde rural. 
Elle devient membre du Salon des artistes français en 1907 et la même année, elle obtient le prix Galimard-Jaubert. Sa peinture La Lessive est exposée au Salon en 1910. 
Elle épouse Edmond Cotard en 1898. Leur fils Henri Edmond Cotard (né en 1899) est également devenu peintre. Elle est enterrée à Paris au cimetière du Père-Lachaise aux côtés de ses parents.

## Œuvres
- Faneuse, 1906, peinture, Exposition internationale des Beaux-Arts de Tourcoing[5]
- Les poules au soleil, 1907, peinture, Salon de la Société des amis des arts de Saint Quentin et de l'Aisne[6]
- Une ferme à Itancourt, 1907, peinture, Salon de la Société des amis des arts de Saint Quentin et de l'Aisne[6]
- Dans le clos de la ferme, 1908, huile sur toile, Salon de la Société des Beaux-Arts de Nice, Nice, musée des Beaux-Arts
- La Gardienne d'oies, 1910, peinture
- La Lessive, 1910, peinture, Salon des Artistes français
- La fille de ferme, 1912, peinture, Salon des Artistes Français[7]
- Sous les arbres, 1912, peinture, Salon des Artistes Français[7]
- Les poussins, 1912, aquarelle, Salon des Artistes Français[7]
- Faneuses ratissant, 1913, peinture, Salon des Artistes Français[8]
- Les petits coqs, 1913, peinture, Salon des Artistes Français[8]
- La fermière,  1913, aquarelle, Salon des Artistes Français[8]

Œuvres de Thérèse Marthe Françoise Cotard-Dupré
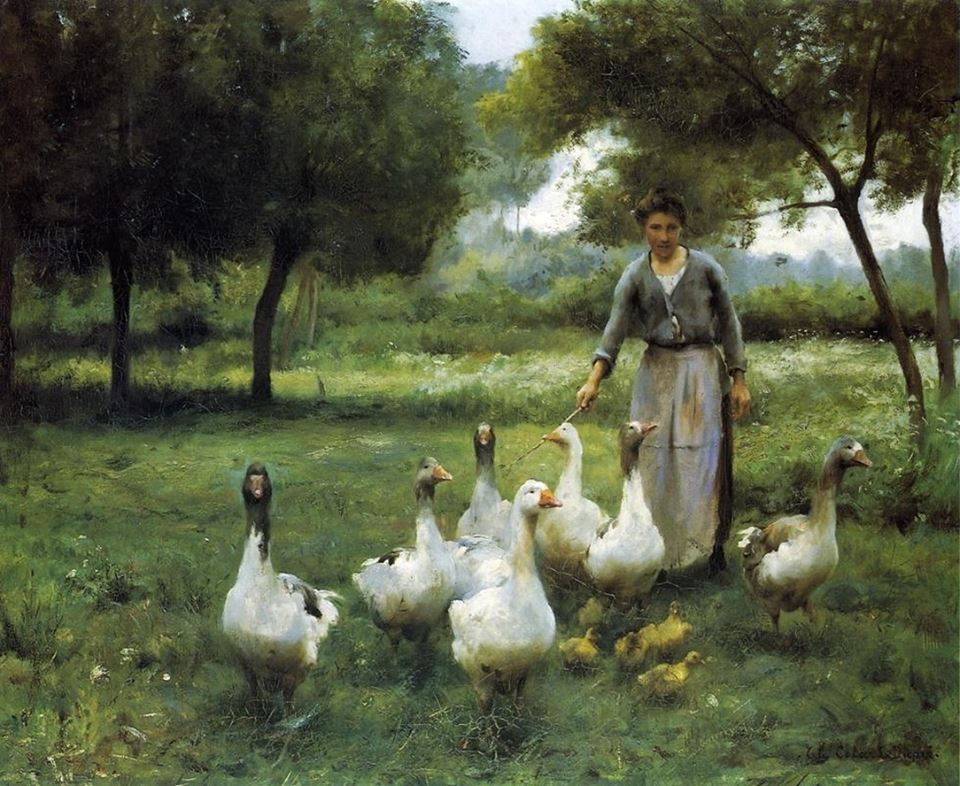
La Gardienne d'oies (1910), localisation inconnue.
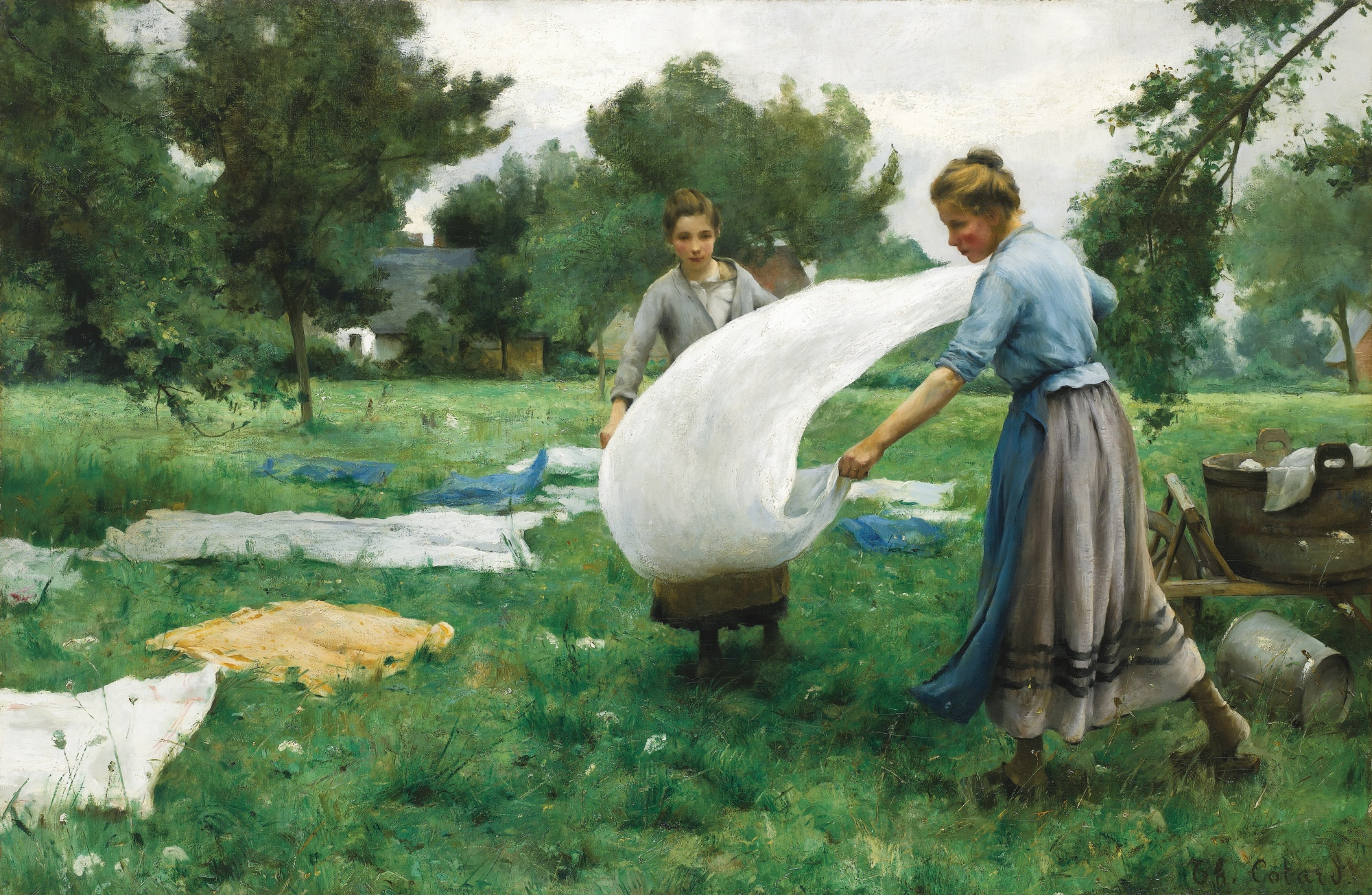
La Lessive (1910), localisation inconnue.